# Убонратчатхани (аэропорт)
Аэропорт Убонратчатхани (тайск. ท่าอากาศยานอุบลราชธานี), (ИАТА: UBP, ИКАО: VTUU) — гражданский аэропорт, находящийся вблизи города Убонратчатхани (Таиланд).

## История
Во время Вьетнамской войны аэропорт был известен как Военно-воздушная база Убон Королевских ВВС и использовался в качестве прифронтовой авиабазы Военно-воздушными силами США. После окончания военных действий авиабаза была преобразована в международный гражданский аэропорт, из которого в течение несколько лет выполнялись прямые рейсы во Вьетнам. Затем эти маршруты были прекращены по причине их убыточности и аэропорт стал обслуживать только внутренние авиарейсы.
В 2008 году аэропорт Убонратчатхани связывали с Бангкоком шесть ежедневных регулярных рейсов, 3 из которых выполнялись авиакомпанией Thai Airways International, 2 — Air Asia и 1 — Nok Air. К январю 2009 года количество регулярных маршрутов было сокращено до трёх: 2 — Thai Airways (утренний и вечерний) и 1 — Air Asia (утренний).

## Статистика по аэропорту
|      | Пассажиров | Взлётов/посадок воздушных судов |
| ---- | ---------- | ------------------------------- |
| 2005 | 387 159    | 2986                            |
| 2006 | 372 633    | 3270                            |
| 2007 | 387 586    | 3369                            |
| 2008 | 391 772    | 3355                            |
| 2009 | 393 449    | 2930                            |
| 2010 | 452 938    | 3938                            |
| 2011 | 614 645    | 5366                            |
| 2012 | 734 189    | 5555                            |

Источник : Департамент гражданской авиации Таиланда

## Авиапроисшествия
- 9 августа 1983 года на взлёте из аэропорта Убонратчатхани разбился самолёт Douglas VC-47B (регистрационный L2-30/07/641) Королевских военно-воздушных сил Таиланда[1]. Погибли все пять человек на борту самолёта и четверо человек, находившихся на земле[2].